# 綠灰蝶屬
綠灰蝶屬（學名：Artipe）是線灰蝶亞科玳灰蝶族裡的一個屬，分佈於東洋界。

## 物種
- 安娜綠灰蝶 （Artipe anna） (Druce, 1896)
- 東海綠灰蝶 （Artipe dohertyi） (Oberthür, 1894)
- 綠灰蝶 （Artipe eryx） (Linnaeus, 1771) —— 台灣或稱綠底小灰蝶
- 大綠灰蝶 （Artipe grandis） (Rothschild & Jordan, 1905)